# Vinland
Vinland je naziv koji su Vikinzi dali delu Severne Amerike do kojeg su doplovili najverovatnije u IX veku tj. pet vekova pre nego što se Kolumbo iskrcao na Američki kontinent.
Vinland suprotno raširenom verovanju ne znači zemlja vina već obična zemlja ili pašnjak (Staroislandski).
Iako postoji saglasnost među stručnjacima da su Vikinzi zaista stigli do Amerike znatno pre Kolumba, ne postoji saglasnost koji su deo Američkog kontinenta vikinzi nazivali Vinland. Uglavnom se spominu dve lokacije, jedna u Njufoundlendu (Kanada) i druga u Novoj Engleskoj (SAD).